# Татарский Шебдас
Татарский Шебдас — село в составе Красносельцовского сельского поселения Рузаевского района Республики Мордовия.

## География
Находится на расстоянии примерно 6 километров по прямой на юг от районного центра города Рузаевка.

## История
Известна с 1869 года учтена как казенная деревня Ардатовского уезда из 43 дворов.

## Население
Постоянное население составляло 60 человек (русские 65 %, татары 31 %) в 2002 году, 60 в 2010 году.